# 高崎商科大学の人物一覧
高崎商科大学の人物一覧（たかさきしょうかだいがくのじんぶついちらん）は、高崎商科大学及び高崎商科大学短期大学部に関係する人物の一覧記事である。

## 著名な教職員

### 現職
- 上條隆（短期大学部特任教授、スポーツ医学、運動生理学）
- 竹内啓（客員教授、数理統計学、計量経済学）
- 寺崎昌男（客員教授、教育学）
- 野田一夫（客員教授、経営学）

### 元職
- 竹本宜弘（元流通情報学部教授、教育工学、図書館情報学）
- 服部勝人（元商学部特任教授、経営学、ホスピタリティ）

## 主な出身者

### アナウンサー
- 佐藤由美子（フリーアナウンサー、元NHK前橋契約アナウンサー、キャリアカウンセラー）